# Gran Premio d'Argentina 1977
Il Gran Premio d'Argentina 1977 è stata la prima prova della stagione 1977 del Campionato mondiale di Formula 1. Si è corsa domenica 9 gennaio 1977 sul Circuito di Buenos Aires. La gara è stata vinta dal sudafricano Jody Scheckter su Wolf-Ford Cosworth. Ha preceduto sul traguardo il brasiliano Carlos Pace su Brabham-Alfa Romeo e l'argentino Carlos Reutemann su Ferrari.

## Vigilia

### Aspetti tecnici
Molti team presentarono nuovi modelli. La Lotus presentò la 78, la March fece esordire il modello 761B, mentre l'Ensign fece debuttare la N177, così come la Ligier la JS7. La Wolf debuttò come costruttore presentando la Wolf WR1.
La gara, inizialmente prevista con partenza alle 17:30, venne successivamente programmata per le 16.

### Aspetti sportivi
Il gran premio d'Argentina tornò dopo un anno di assenza; l'edizione 1976 era saltata per problemi organizzativi. Anche l'edizione 1977 fu sul punto di non tenersi a causa del mancato accordo tra le scuderie e la WCR (World Championship Racing), un'associazione che raggruppava alcuni organizzatori di gran premi.
L'Automobile Club d'Argentina aveva inizialmente deciso di affidarsi per l'organizzazione del gran premio a tre società, con le quali la FOCA aveva raggiunto un accordo nell'ottobre 1976. Successivamente l'Automobile Club disdì l'accordo per appoggiarsi alla WCR. Questo portò al ritiro dal gran premio delle scuderie. Fu palesata la possibilità che le scuderie potessero dar vita a un campionato alternativo, non gestito dalla FISA. Il 21 dicembre 1976 venne raggiunto l'accordo sulla base di un ingaggio per le scuderie di 300.000 dollari a gran premio. Proprio per il ritardo con il quale venne ottenuto tale accordo venne prospettata l'ipotesi di far slittare il gran premio al 6 febbraio.

Niki Lauda con un militare addetto alla sicurezza del circuito.

La situazione dell'ordine pubblico era però alquanto incerta, per il timore che la gara potesse essere oggetto di attentati. Il Parco Almironte Brown, sede del circuito, era perciò protetto da un alto numero di militari e poliziotti.
Il canadese Walter Wolf, dopo aver acquisito il controllo della Frank Williams Racing Cars l'anno precedente, in cui aveva schierato delle vetture costruite dalla Hesketh, decise di costruire la monoposto in proprio. Si riscrisse, dopo un anno di assenza, la BRM, mentre non si rividero la Penske e la Hesketh.
La Ferrari sostituì Clay Regazzoni con Carlos Reutemann, che nel 1976 aveva corso nei primi gran premi con la Brabham, per poi affrontare il Gran Premio d'Italia col Cavallino. Il ticinese dovette ripiegare sull'Ensign, dove prese il posto di Jacky Ickx. Alla Brabham, dove restava Carlos Pace passò John Watson, che nel 1976 aveva corso con la Penske.
La March non confermò nessuno dei piloti della stagione 1976, e si affidò ad Alex-Dias Ribeiro (per lui un gran premio nel 1976 con la Hesketh) e a Ian Scheckter, che rientrava nella massima formula dai tempi del GP di Kyalami dell'anno precedente. Tra i suoi ex piloti Vittorio Brambilla passò alla Surtees, per far coppia con Hans Binder, impiegato dalla Wolf Williams nell'ultimo gran premio del 1976; Ronnie Peterson approdò alla Tyrrell, a far coppia con Patrick Depailler, mentre Hans-Joachim Stuck rimase senza volante. Jody Scheckter, lasciata la Tyrrell, approdò alla neonata Wolf.
L'italiano Renzo Zorzi tornò in F1, dopo le esperienze del 1975 e 1976 con la Williams, e sostituì Jean-Pierre Jarier alla Shadow (ove restò Tom Pryce). La BRM ripropose Larry Perkins: l'australiano nella stagione precedente aveva corso con Boro e Brabham. La casa inglese però non prese parte nemmeno alle prove per l'indisponibilità della vettura. La Copersucar affiancò nuovamente a Emerson Fittipaldi l'altro pilota brasiliano Ingo Hoffmann, già schierato in 4 gare nel 1976.

## Qualifiche

### Resoconto
Nella prima parte della prima giornata di prove, disputata con temperatura di 35 °C, il miglior tempo venne fatto segnare da Patrick Depailler su Tyrrell in 1'49"63. Il francese precedette James Hunt e John Watson. Lauda ebbe un'uscita di pista, senza conseguenze, così come Carlos Pace, che però semidistrusse la sua Brabham. L'austriaco della Ferrari si lamentò per le coperture fornite dalla Goodyear, considerate troppo dure. Anche Mario Andretti fu protagonista di un incidente durante la prima giornata di prove: un estintore posto sulla sua vettura esplose mentre la stessa si trovava in pieno rettilineo. Il pilota riportò delle ustioni alle gambe. James Hunt conquistò il miglior tempo di giornata nella seconda sessione del venerdì con 1'48"68, davanti a Depailler e Watson.
Al sabato il caldo non permise ai piloti di migliorare le loro prestazioni rispetto alle sessioni del giorno precedente. James Hunt confermò così sabato la pole, conquistando così la nona partenza al palo nel mondiale. In prima fila, per la seconda volta in carriera, si piazzò Watson (per una vettura motorizzata Alfa Romeo la prima fila mancava dal Gran Premio di Spagna 1951), davanti a Patrick Depailler e Niki Lauda. Vittorio Brambilla ottenne come miglior prestazione 1'50"17, che gli avrebbe valso la nona piazza, ma i cronometristi non gli validarono il tempo.

### Risultati
Nella sessione di qualifica si è avuta questa situazione:
| Pos | Nº | Pilota             | Costruttore              | Tempo   | Griglia |
| --- | -- | ------------------ | ------------------------ | ------- | ------- |
| 1   | 1  | James Hunt         | McLaren-Ford Cosworth    | 1'48"68 | 1       |
| 2   | 7  | John Watson        | Brabham-Alfa Romeo       | 1'48"96 | 2       |
| 3   | 4  | Patrick Depailler  | Tyrrell-Ford Cosworth    | 1'49"13 | 3       |
| 4   | 11 | Niki Lauda         | Ferrari                  | 1'49"73 | 4       |
| 5   | 2  | Jochen Mass        | McLaren-Ford Cosworth    | 1'49"81 | 5       |
| 6   | 8  | Carlos Pace        | Brabham-Alfa Romeo       | 1'49"97 | 6       |
| 7   | 12 | Carlos Reutemann   | Ferrari                  | 1'50"02 | 7       |
| 8   | 5  | Mario Andretti     | Lotus-Ford Cosworth      | 1'50"13 | 8       |
| 9   | 16 | Tom Pryce          | Shadow-Ford Cosworth     | 1'50"65 | 9       |
| 10  | 6  | Gunnar Nilsson     | Lotus-Ford Cosworth      | 1'50"66 | NP      |
| 11  | 20 | Jody Scheckter     | Wolf-Ford Cosworth       | 1'50"76 | 11      |
| 12  | 22 | Clay Regazzoni     | Ensign-Ford Cosworth     | 1'50"97 | 12      |
| 13  | 19 | Vittorio Brambilla | Surtees-Ford Cosworth    | 1'51"03 | 13      |
| 14  | 3  | Ronnie Peterson    | Tyrrell-Ford Cosworth    | 1'51"34 | 14      |
| 15  | 26 | Jacques Laffite    | Ligier-Matra             | 1'51.52 | 15      |
| 16  | 28 | Emerson Fittipaldi | Fittipaldi-Ford Cosworth | 1'51"53 | 16      |
| 17  | 10 | Ian Scheckter      | March-Ford Cosworth      | 1'52"40 | 17      |
| 18  | 18 | Hans Binder        | Surtees-Ford Cosworth    | 1'53"11 | 18      |
| 19  | 29 | Ingo Hoffmann      | Fittipaldi-Ford Cosworth | 1'53"28 | 19      |
| 20  | 9  | Alex-Dias Ribeiro  | March-Ford Cosworth      | 1'53"54 | 20      |
| 21  | 17 | Renzo Zorzi        | Shadow-Ford Cosworth     | 1'54"19 | 21      |

## Gara

### Resoconto

Jody Scheckter festeggia al termine del gran premio.

Lo svedese Gunnar Nilsson non partecipò alla gara perché cedette la sua vettura a Mario Andretti: la Lotus dell'italoamericano era stata infatti danneggiata nel corso delle prove, e non poté essere riparata per tempo.
La testa della gara venne presa da John Watson, che poteva contare su gomme morbide. Dietro al nordirlandese si pose James Hunt, seguito da Niki Lauda, Mario Andretti, Jochen Mass e Carlos Reutemann.
Il pilota della Brabham condusse per i primi dieci giri, prima di venir passato da Hunt. Lauda, a sua volta in crisi, perse una posizione a favore di Andretti. Il giro seguente l'austriaco venne passato anche da Mass, scendendo così in quinta posizione, per poi essere passato anche dal rimontante Carlos Pace, dopo altri quattro giri. Al ventesimo giro Lauda si ritirò per un problema al propulsore.
Tra il 21º e il 25º giro Andretti venne passato sia da Jochen Mass che da Pace, scendendo così in quinta posizione. Ora la classifica vedeva in testa James Hunt, seguito da Watson, Mass, Pace, Andretti, Jody Scheckter, Patrick Depailler e Clay Regazzoni. Al giro 29 Mass si ritirò per un problema al motore, e un giro dopo il suo compagno di scuderia, e leader della gara, Hunt fu autore di un'uscita di pista (quando aveva ormai 15 secondi di margine sul secondo), che lo costrinse ad abbandonare la gara. Watson si trovò così nuovamente in testa, davanti all'altro pilota della Brabham, Pace.
Il brasiliano attaccò con successo Watson al 35º giro, prendendosi così la testa della corsa. Dietro ai due battistrada si pose Scheckter, che al giro 38 passò Andretti. Completavano la zona punti Regazzoni e l'altro pilota brasiliano Emerson Fittipaldi. Il ticinese però fu costretto a una sosta ai box che lo fece precipitare all'ottavo posto della graduatoria. Rientrò così nella zona punti Reutemann.

James Hunt si ritirò al 30º giro, quando era in testa.

Al 42º giro Watson fu costretto al ritiro per la rottura del semiasse. Ciò consentì a Jody Scheckter sulla esordiente Wolf di scalare secondo, e porsi all'inseguimento di Pace. Il brasiliano scontava problemi agli pneumatici e Scheckter lo infilò al 47º giro al termine del rettifilo che conduceva alla parte più lenta.
A tre giri dal termine Reutemann passò Fittipaldi, conquistando il quarto posto, mentre al penultimo giro Andretti passò Pace per il secondo posto ma poco dopo fu costretto a fermarsi per l'esplosione di uno pneumatico. Vinse così Jody Scheckter, per la quinta volta nel mondiale, davanti a Carlos Pace e Carlos Reutemann; giunsero a punti anche Fittipaldi, Andretti (comunque classificato) e Regazzoni. Per la Wolf si trattò di una vittoria nel suo gran premio d'esordio come costruttore in proprio, dopo che nel 1976 aveva impiegato delle Hesketh, ribattezzate Wolf-Williams.
Un esordio in F1 con successo era capitato solo alla Mercedes nel Gran Premio di Francia 1954. (che in effetti va considerata la prima vittoria di una squadra debuttante contro avversari già preparati alla competizione come nel caso della Wolf), alla Maserati alla prima gara disputata in assoluto del campionato ad aprile 1950 (ma non valida per il campionato Mondiale), all'Alfa Romeo (ma si trattava della prima gara in del mondiale di F1 1950 valida anche per il mondiale dove tutti i partecipanti erano quindi debuttanti), all'americana Kurtis Kraft (alla prima gara del mondiale F1 svolta in Usa nella pista di casa come 500 Miglia di Indianapolis e valida per l'iride)

### Risultati
I risultati del gran premio sono i seguenti:
| Pos | No | Pilota             | Costruttore              | Giri | Tempo/Ritiro                                | Pos.Griglia | Punti |
| --- | -- | ------------------ | ------------------------ | ---- | ------------------------------------------- | ----------- | ----- |
| 1   | 20 | Jody Scheckter     | Wolf-Ford Cosworth       | 53   | 1:40'11"19                                  | 11          | 9     |
| 2   | 8  | Carlos Pace        | Brabham-Alfa Romeo       | 53   | +43"24                                      | 6           | 6     |
| 3   | 12 | Carlos Reutemann   | Ferrari                  | 53   | +46"02                                      | 7           | 4     |
| 4   | 28 | Emerson Fittipaldi | Fittipaldi-Ford Cosworth | 53   | +55"48                                      | 16          | 3     |
| 5   | 5  | Mario Andretti     | Lotus-Ford Cosworth      | 51   | Cuscinetto                                  | 8           | 2     |
| 6   | 22 | Clay Regazzoni     | Ensign-Ford Cosworth     | 51   | +2 Giri                                     | 12          | 1     |
| 7   | 19 | Vittorio Brambilla | Surtees-Ford Cosworth    | 48   | Mancanza di benzina                         | 13          |       |
| Rit | 10 | Ian Scheckter      | March-Ford Cosworth      | 45   | Problemi elettrici                          | 17          |       |
| NC  | 16 | Tom Pryce          | Shadow-Ford Cosworth     | 45   | Non Classificato                            | 9           |       |
| Rit | 7  | John Watson        | Brabham-Alfa Romeo       | 41   | Sospensione                                 | 2           |       |
| Rit | 9  | Alex-Dias Ribeiro  | March-Ford Cosworth      | 39   | Trasmissione                                | 20          |       |
| NC  | 26 | Jacques Laffite    | Ligier-Matra             | 37   | Non Classificato                            | 15          |       |
| Rit | 4  | Patrick Depailler  | Tyrrell-Ford Cosworth    | 32   | Surriscaldamento                            | 3           |       |
| Rit | 1  | James Hunt         | McLaren-Ford Cosworth    | 31   | Sospensione                                 | 1           |       |
| Rit | 2  | Jochen Mass        | McLaren-Ford Cosworth    | 28   | Testacoda                                   | 5           |       |
| Rit | 3  | Ronnie Peterson    | Tyrrell-Ford Cosworth    | 28   | Testacoda                                   | 14          |       |
| Rit | 29 | Ingo Hoffmann      | Fittipaldi-Ford Cosworth | 22   | Motore                                      | 19          |       |
| Rit | 11 | Niki Lauda         | Ferrari                  | 20   | Alimentazione                               | 4           |       |
| Rit | 18 | Hans Binder        | Surtees-Ford Cosworth    | 18   | Incidente                                   | 18          |       |
| Rit | 17 | Renzo Zorzi        | Shadow-Ford Cosworth     | 2    | Cambio                                      | 21          |       |
| NP  | 6  | Gunnar Nilsson     | Lotus-Ford Cosworth      |      | Vettura utilizzata dal compagno di scuderia | 10          |       |
| NA  | 14 | Larry Perkins      | BRM                      |      | Vettura non disponibile                     |             |       |

## Statistiche

### Piloti
- 5ª vittoria per  Jody Scheckter;

- 6º e ultimo podio per  Carlos Pace;

### Costruttori
- 1ª vittoria per la   Wolf;

- 1° podio per la   Wolf;

- 1º Gran Premio per la   Wolf;

### Motori
- 97ª vittoria per il motore   Ford Cosworth;

### Pneumatici
- 90ª vittoria per le gomme   Goodyear;

### Giri in testa
- John Watson (1-10; 32-34);
- James Hunt (11-31);
- Carlos Pace (35-47);
- Jody Scheckter (48-53);

## Classifiche

### Piloti
| Pos | Pilota             | Punti |
| --- | ------------------ | ----- |
| 1   | Jody Scheckter     | 9     |
| 2   | Carlos Pace        | 6     |
| 3   | Carlos Reutemann   | 4     |
| 4   | Emerson Fittipaldi | 3     |
| 5   | Mario Andretti     | 2     |
| 6   | Clay Regazzoni     | 1     |

### Costruttori
| Pos | Costruttore              | Punti |
| --- | ------------------------ | ----- |
| 1   | Wolf-Ford Cosworth       | 9     |
| 2   | Brabham-Alfa Romeo       | 6     |
| 3   | Ferrari                  | 4     |
| 4   | Fittipaldi-Ford Cosworth | 3     |
| 5   | Lotus-Ford Cosworth      | 2     |
| 6   | Ensign-Ford Cosworth     | 1     |